# Юлдашев, Роберт Нажипович
Роберт Нажипович Юлдашев (баш. Роберт Нәжип улы Юлдашев, 9 июля 1971, Уфа) — российский музыкант, кураист-виртуоз, руководитель группы «Курайсы», Народный артист Республики Башкортостан (2012), 4-х кратный обладатель «Гран-при» конкурсов кураистов.

## Биография
Роберт Нажипович Юлдашев родился 9 июля 1971 года в Уфе. В детстве играл за детскую команду ХК «Салават Юлаев».
С 1989 года является преподавателем средне-специальной музыкальной школы при Уфимском государственном институте искусств.
С 1991 года выступает в составе музыкальной группы «Аҡйондоҙ» («Белая звезда»).
В 1995—1998 гг. и 2001—2003 гг. является музыкантом Государственного академического ансамбля народного танца имени Файзи Гаскарова.
С 1998 года с перерывами работал в Башкирской государственной филармонии имени Хусаина Ахметова.
В 2000 году окончил Уфимский государственный институт искусств по классу А. М. Кубагушева.
С 2007 года — член Союза кураистов Республики Башкортостан.
С 2009 года является президентом организации «Творческий союз „Курайсы“ Республики Башкортостан».

## Творческая деятельность
В репертуаре Роберта Юлдашева есть инструментальные варианты башкирских народных песен («Бииш», «Буранбай», «Гильмияза», «Урал»), наигрыши («Ак яурын сал беркут», «Сынграу торна»), сочинения композиторов — У. Идельбаева, А. Р. Азнагулова, И. С. Баха, Э. Морриконе, М. Равеля, Э. Н. Артемьева, А. П. Бородина, Г. В.  Свиридова и других.
Является организатором ансамблей кураистов в Оренбургской области и в Гафурийском районе Башкортостана.
Выступал на сцене Кремлёвского дворца (Москва), театра «Ла Скала», концертного зала «Русский Дом» (Берлин).
В 1997 году участвовал в концертах в рамках дней Башкортостана в Москве. В 2002 году принимал участие во Всероссийском фестивале национальной культуры в г. Москве. В 2013 году Роберт Юлдашев и его этно-группа «Курайсы» выступили на острове Русский во Владивостоке в рамках культурной программы 21-й сессии Азиатско-Тихоокеанского парламентского форума и приняли участие в международном музыкальном фестивале «DMC Fest» в Уфе. Участвовал в open air классической музыки «Born in Bashkortostan». Выступал вместе с И. А. Абдразаковым, В. Т. Спиваковым и Государственным камерным оркестром «Виртуозы Москвы», Н. Носковым, Гариком Сукачёвым, этно-рок-группой «Пелагея», Национальным симфоническим оркестром. В 2014 году принимал участие в отборочном туре на конкурс «Turkvision-2014».
Являлся членом жюри Республиканского телевизионного конкурса «Баик-2013» среди исполнителей башкирского танца, который транслируется телеканалом БСТ, а также конкурса «Уфимская волна-2014».
Гастролировал по России и 14 странам мира.

## Награды и премии
- Народный артист Республики Башкортостан (1 марта 2012) - за высокое профессиональное мастерство и большой вклад в развитие музыкального искусства
- Заслуженный артист Республики Башкортостан
- Гран-при Республиканского конкурса кураистов на приз имени Ю. Исянбаева (с. Акъяр, 1988);
- Лауреат конкурса профессиональных кураистов на приз имени Г. Сулейманова (Уфа, 1997);
- Лауреат I премии Международного конкурса музыкантов, организованного под эгидой «ТЮРКСОЙ» (1998)[8];
- Лауреат Междунарного фестиваля эстрадной и фольклорной музыки «Иссык-Куль» (Кыргызстан, 1998);
- Лауреат Международного конкурса юных исполнителей на народных инструментах имени В. В. Андреева (г.Тверь, 2001);
- Гран-при Республиканского конкурса кураистов на приз имени И. Дильмухаметова (с. Староякупово, 2003);
- Лауреат (2003) и обладатель Гран-при (2007) Республиканского праздника Курая (г. Октябрьский);
- Лауреат Государственной премии имени Ш. Бабича (2003).